# Covington (Washington)
Pour les articles homonymes, voir Covington.
Covington est une ville du comté de King dans l'état de Washington, au sud-est de Seattle.

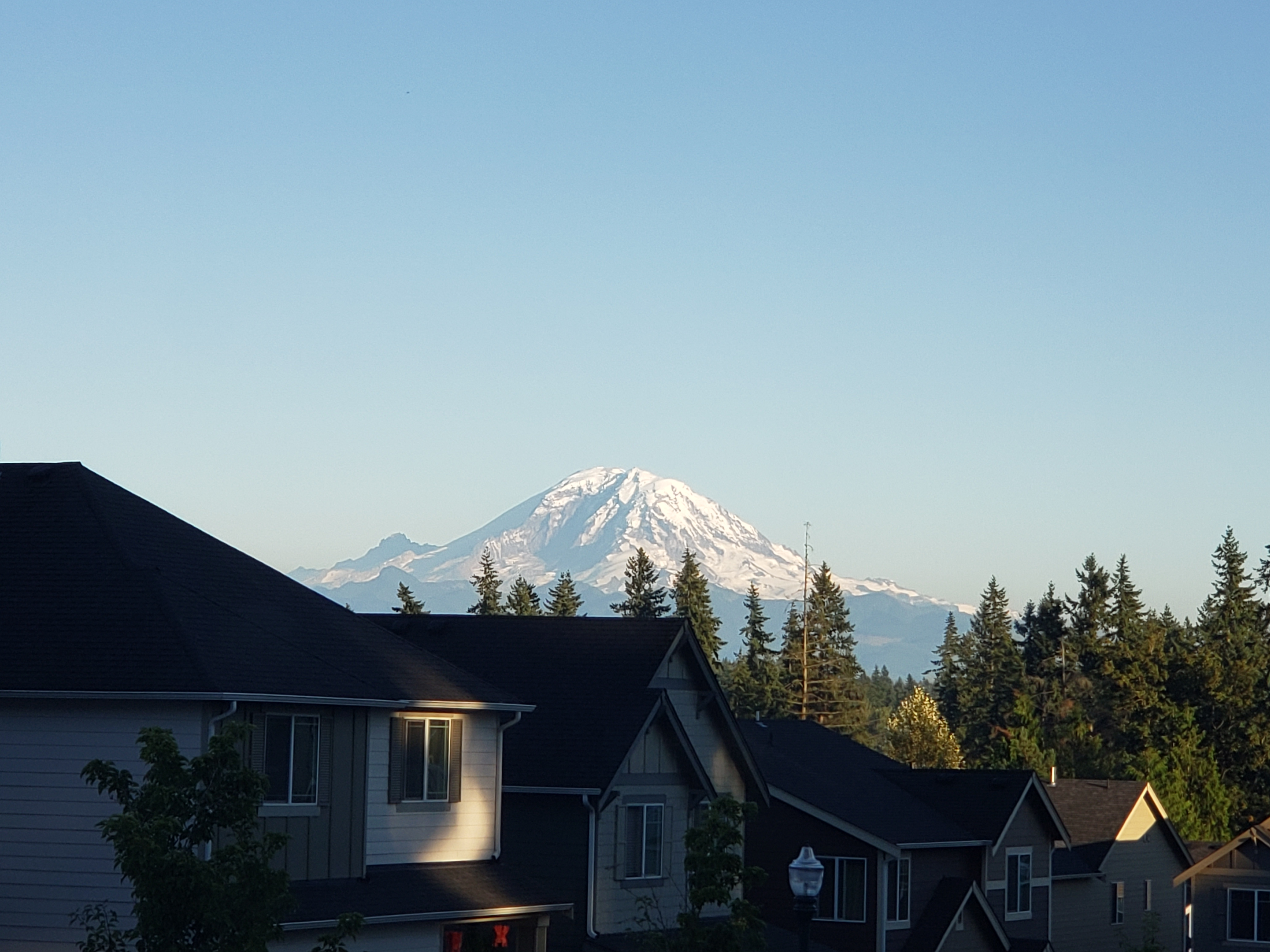
Le mont Rainier vu d'un quartier de Covington

Sa population était de 17 575 habitants en 2010.